# Romanplatz

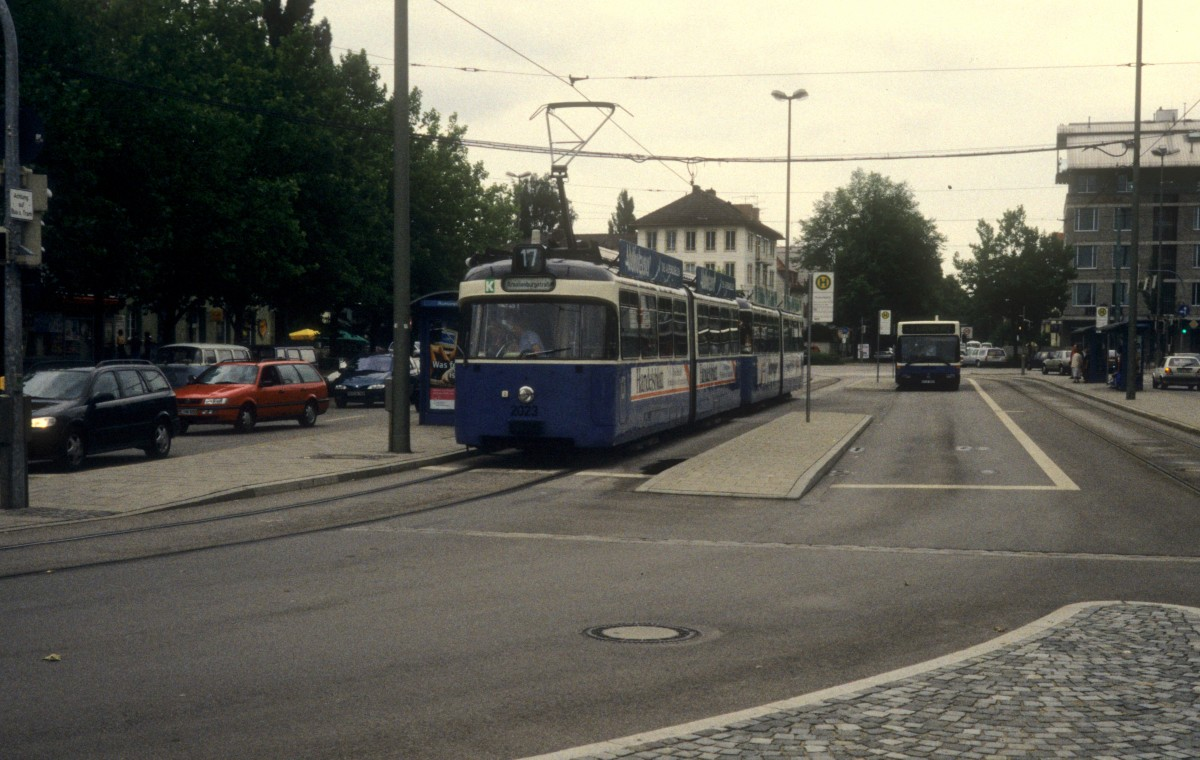
Romanplatz 1998

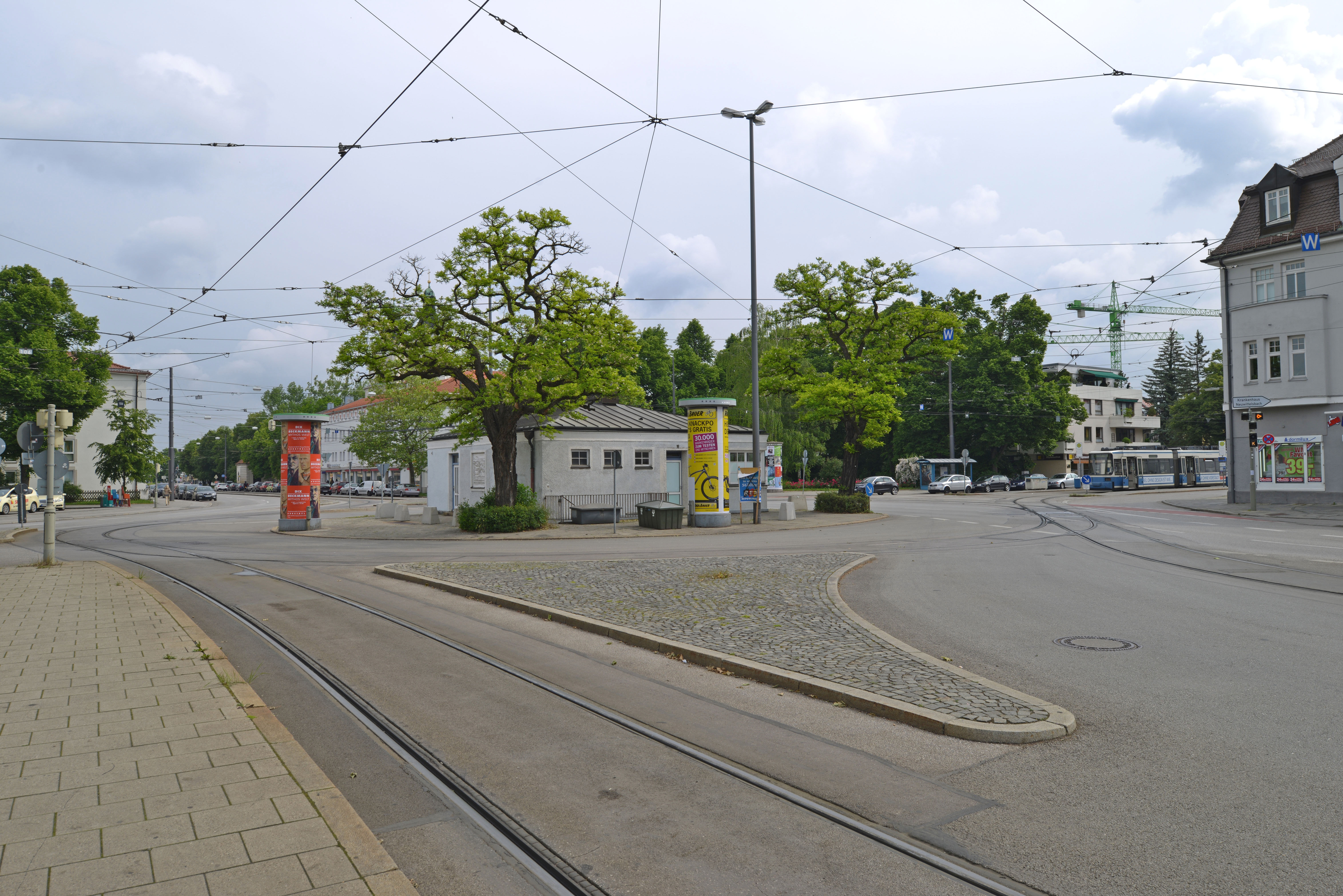
Im Jahr 1928 erbautes Stationshaus mit stillgelegter öffentlicher Bedürfnisanstalt

Der Romanplatz ist ein Platz im Münchner Stadtteil Nymphenburg und liegt ca. 200 Meter östlich von Schloss Nymphenburg bzw. rund vier Kilometer nordwestlich des Stadtzentrums.

## Beschreibung
An ihm liegt das Krankenhaus Barmherzige Brüder (und bis zu seinem Abbrennen der Kulturpavillon am Romanplatz). Ganz in der Nähe steht auch die Stadtpfarrkirche Christkönig. 2019 wird der Romanplatz zum Quartiersplatz umgestaltet.

## Verkehrsanbindung
Er ist ein wichtiger Verkehrsknotenpunkt Münchens. Er ist Teilstück des Äußeren Rings. An ihm treffen die Romanstraße, die Notburgastraße, die Arnulfstraße und die Wotanstraße zusammen.
Über den Romanplatz fahren die drei Trambahnlinien 12, 16 und 17. Zudem verkehren am Romanplatz die beiden Buslinien 51 und 151, die quer durch die Stadt verlaufen.
Von 1953 bis 1966 war der Platz die nördliche Endstation der ehemaligen Oberleitungsbuslinie in München. Bei der Planung der sogenannten Westtangente der Straßenbahn ist der Romanplatz als nördlicher Ausgangspunkt der neuen Strecke im Gespräch.

## Geschichte

Volksgarten Nymphenburg am Romanplatz um 1900, zu seiner Zeit der größte Vergnügungspark Deutschlands

Am Romanplatz lag von 1890 bis 1916 der Volksgarten Nymphenburg, zu seiner Zeit der größte Vergnügungspark Deutschlands.
Der langgezogene Platz erhielt seinen Namen im Jahr 1903. Er geht auf Rudolph Freiherr von Roman zu Schernau zurück, dem damaligen Vorstand des Münchner Bezirksamts links der Isar, der Genehmigungsbehörde für den Straßenbau.
1928 wurde das Stationshaus mit heute stillgelegter öffentlicher Bedürfnisanstalt am Romanplatz gebaut.
Am 13. März 2017 brannte der Kulturpavillon am Romanplatz bis auf die Grundmauern aus.
Ab März 2019 erfolgt eine Umgestaltung des Romanplatzes. Im Zuge dessen wurde das Stationshaus abgerissen.